# Unión Local Andina Fútbol Club
La Unión Local Andina Fútbol Club, comúnmente referido como Universidad de Los Andes —por su nexo histórico—, ULA FC o el ULA Mérida fue un club de fútbol profesional venezolano que tenía sede en Mérida, Estado Mérida. Jugaba en la Segunda División de Venezuela y disputaba sus partidos como local en el Estadio Guillermo Soto Rosa.
Fue fundado en el año 1977 y refundado en el año 2017 desapareció en el año 2023.

## Historia
Fue fundado en principio como el equipo profesional de la Universidad de Los Andes en 1977 convirtiéndose en el segundo equipo local de la ciudad de Mérida.
Durante su primera etapa como club profesional obtuvo grandes logros, obtuvo 2 títulos de la Primera División de Venezuela, fue campeón de la Copa Venezuela,y fue el segundo equipo del país en llegar a Semifinales de la Copa Libertadores de América (el primero en lograrlo fue el Portuguesa FC), con una nómina compuesta principalmente por jugadores estudiantes de la máxima casa de estudios merideña. Sin embargo el club tuvo problemas económicos y en 1998 ya había experimentado la adquisición de derechos deportivos, ya que para la finalización de la campaña 1997-1998, el desaparecido Atlético Zulia FC, siendo campeón nacional, se trasladó a la ciudad de Mérida, asumiendo el equipo el Ing. Marcelo Bortulussi entre otros directivos del excampeón zuliano. Para aquel entonces, automáticamente el ULA FC al poseer la cualidad de campeón por delegación del Atlético Zulia, participa en el Torneo Prelibertadores 1998, quedando apeado de la Instancia Oficial de la Copa Libertadores de América a expensas de su coterráneo Estudiantes de Mérida, Necaxa y Monterrey, estos últimos mexicanos.
En 2001, por inconvenientes de índole económico, el club debió vender sus derechos de participación en la
Primera División de Venezuela al recién formado Monagas SC y así se dio la lamentable desaparición de uno de los equipos más importantes del balompié criollo de los últimos tiempos. En el año 2006, luego de la desaparición del equipo del plano nacional, la dirección de Deportes de la universidad buscó lograr el ingreso nuevamente del equipo en la Segunda División venezolana en conjunto con una empresa privada. Durante su vigencia, logró captar la masa de fanáticos al fútbol que disentían de la unipolaridad impuesta por Estudiantes de Mérida, Sin embargo esto no se pudo concretar.

### El esfuerzo para el regreso
En el año 2010, como consecuencia de un importante esfuerzo de más de 18 meses, el equipo reaparece en el firmamento futbolístico venezolano, a través de la Fundación Deportiva Universitaria Dr. Pedro Rincón Gutiérrez, la cual asume el compromiso con la sociedad venezolana de contribuir con la formación integral del talento deportivo del país, propiciando espacios para la recreación y el esparcimiento de niños, jóvenes y adultos a través del fomento y desarrollo de la práctica deportiva y de espectáculos recreativos vinculados al deporte, proponiendo actividades deportivas, culturales, académicas y científicas, contando para ello con talento humano calificado, procesos eficientes y la aplicación de tecnología de avanzada, atendiendo a propósitos socialmente responsables, apuntando hacia el desarrollo sustentable de la organización y de todos los que en ella hacen vida.

### El Regreso: Temporada por temporada
El Equipo de ULA FC, conocido como la "Ulita de mi vida" por su gran fanaticada vuelve al fútbol profesional venezolano, esta vez en la Tercera División de Venezuela para la temporada 2010-2011. 6 victorias, 3 empates y sólo una derrota ante el Atlético Córdoba de Santa Ana del Táchira en calidad de visita, el cuadro universitario se coronó campeón del Grupo Occidental II en el Torneo Apertura 2010 al acumular 21 puntos, cuatro más que su más inmediato seguidor, el subcampeón Santa Bárbara FC del estado Zulia. El Torneo Clausura 2011 no fue muy diferente para el cuadro universitario: sólo una derrota a manos de Corsarios de La Fría, consiguiendo el título absoluto del Grupo Occidental II, logrando de esta manera el ascenso a la Segunda División B de Venezuela para la temporada 2011-2012.
La Segunda División B Venezolana 2011/12 comenzó con el Torneo Apertura 2011 donde el cuadro ulandino mantendría su buen nivel futbolístico, siendo 2.º del Grupo Occidental, con 29 Puntos, y un total de 30 goles anotados en todo el semestre, clasificando así al Torneo de Permanencia 2012, que se disputaría en el siguiente semestre de la temporada. En dicho torneo, ULA FC se mantuvo como un rival fuerte y competitivo, compartiendo el Grupo Occidental con rivales como Policía de Lara FC y Real Bolívar COL, donde fue campeón de grupo con un total de 26 puntos, producto de 7 victorias, 5 empates y sólo 2 derrotas, logrando así el ascenso a la Segunda División de Venezuela para la temporada siguiente.
La Segunda División Venezolana 2012/13 dio inicio con el Torneo Apertura 2012, donde el equipo universitario no tuvo la misma regularidad competitiva de los anteriores torneos, sólo logró 4 victorias en todo el semestre, y terminó ubicado noveno en el Grupo Occidental, con 18 puntos, teniendo que jugarse su permanencia en la categoría en el siguiente torneo de la temporada. En el siguiente torneo de la temporada, el Torneo De Promoción y Permanencia 2013, el equipo ulandino tomó parte del Grupo Occidental, con rivales como el Unión Atlético Alto Apure, Club Deportivo San Antonio y el Unión Atlético Zamora; en los compases finales del torneo, más precisamente en la Jornada 14, ULA FC vence al Deportivo Táchira B en condición de visitante, en un duelo directo para ambos clubes que buscaban el tercer lugar de grupo, logrado finalmente por el cuadro universitario con un total de 20 puntos, logrando así su permanencia en la Segunda División de Venezuela para la temporada 2013-2014.
Habiendo logrado mantener la categoría la temporada anterior, tomó parte en la Segunda División Venezolana 2013/14, temporada que comenzó con el Torneo Apertura 2013, donde el cuadro universitario llegó a la última fecha con posibilidades de alcanzar la quinta colocación, que le permitiría disputar el Torneo de Ascenso 2014, pero no pudo lograrlo, culminando en la sexta casilla del Grupo Centro-Occidental, sumando un total de 25 puntos a lo largo del semestre debiendo disputar así el Torneo de Promoción y Permanencia en la siguiente mitad de la temporada. En el mencionado torneo, compartió con rivales como el Deportivo Táchira B, el Unión Atlético Zamora y el UD Lara; finalizó en la quinta posición de grupo, sumando sólo 5 victorias en 14 compromisos, obteniendo una suma de 18 puntos, regresando así a la Tercera División de Venezuela, para la siguiente temporada.
La Tercera División Venezolana 2014/15 inició con el Torneo Apertura 2014, donde el cuadro universitario compartió el Grupo Occidental con rivales como Fundación Deportivo El Vigía, Policía del Táchira Fútbol Club y el conjunto filial del Deportivo Táchira, bajo la dirección técnica de Edwin Quilagury. Un semestre marcado por los resultados irregulares y una situación económica bastante inestable, finaliza en la séptima casilla de su grupo, sumando solamente 11 unidades a lo largo del semestre. Tras una amplia reestructuración y una nueva gerencia, el equipo merideño ha decidido concentrar sus esfuerzos en el fútbol base, apartándose por el momento de la competencia en los torneos profesionales de la FVF.

### El regreso al fútbol venezolano
En una emotiva ceremonia llevada a cabo en las instalaciones del Convención Hotel Boutique, de la ciudad de Mérida, fue presentada la plantilla del ULA FC que afrontará desde el 4 de febrero el torneo de la segunda división del balompié profesional venezolano.
El acto comenzó con un sonido que describió lo que significa el ULA FC para la afición merideña, posteriormente se expuso un video en que se destacó lo noticioso del regreso del equipo a la palestra del balompié nacional. 
Vanessa Paredes fue la encargada de conducir el evento y luego de las palabras de bienvenida a los representantes de los medios de comunicación y a las autoridades de la Universidad de Los Andes se proyectó un video de la época gloriosa del bicampeón de Venezuela. 
Dulce Monagas fue una de las homenajeadas de la noche, la expresidenta del equipo azul y blanco, agradeció la iniciativa de los empresarios Ernesto Muller, Mario Caringi y Néstor Vega de devolver a Mérida a un equipo tan importante.

### Segunda y definitiva Desaparición
ULA FC tuvo algunos problemas financieros durante el año 2022, de los cuales no se tenían muchos detalles, pero que lo obligaron a desaparecer en el año 2023, actualmente este club ya no existe, y no se tiene previsto que vuelva.
Denominaciones
| Año  | Nombre                               |
| ---- | ------------------------------------ |
| 1977 | Universidad de Los Andes Fútbol Club |
| 2017 | Unión Local Andina Fútbol Club       |

## Datos del club
- Temporadas en 1.ª: 20 (1977 - 1984, 1986/87 - 1993/94, 1995/96, 1998/99 - 2000/01).
- Temporadas en 2.ª: 7 (1985 - 1986, 1994/95, 1996/97 - 1997/98, 2012/13 - 2013-14, 2017 - 2022)
- Temporadas en 2.ªB: 1 (2011/12).
- Temporadas en 3.ª: 2 (2010/11, 2014/15).
- Mayor goleada conseguida:
  - En campeonatos nacionales: Universidad de Los Andes Fútbol Club 6 – 1 Deportivo Lara (1978). (local)
  - En campeonatos nacionales: Miranda-Canarias 3 - 6 Universidad de Los Andes Fútbol Club. (visitante)
- Mayor goleada recibida:
  - En campeonatos nacionales:
- Mejor puesto en la liga: 1º (1983 y 1990/91).
- Peor puesto en la liga: 13.º (1986/87).
- Mejor Participación Internacional: Semifinal (Copa Libertadores 1984).
  - Copa Libertadores de América (3): 1984, 1992 y 1999

## Estadio
El Estadio Guillermo Soto Rosa es un estadio de fútbol profesional ubicado en la ciudad de Mérida en Venezuela. El estadio posee una capacidad para unos 16 500 espectadores.
El estadio fue inaugurado el 5 de septiembre de 1969 y nombrado en honor al jugador de fútbol merideño Guillermo Soto Rosa. Para el año 2005 el estadio fue ampliamente remodelado instalándose nuevas torres para el alumbrado así como la remodelación de las tribunas y el ampliamiento en la capacidad a fin de servir como sede para los Juegos Nacionales de Venezuela de dicho año.

## Rivalidades
El máximo rival del club es el Estudiantes de Mérida Fútbol Club, con el que disputa el "Clásico de la montaña", es una de las rivalidades más antiguas del fútbol venezolano, ya que esta se ha disputado un total de 87 veces en torneos internacionales, copa Venezuela y amistosos donde se tiene un historial de 28 victorias para el conjunto académico y 26 para el universitario y con un total de 33 empates , por los momentos el llamado "Clásico de la montaña" solo se ha disputado en Amistosos y enfrentamientos por copa Venezuela, ya que el conjunto Universitario no participa en la máxima categoría del balompié nacional.

## Distinciones individuales

#### Goleadores en campeonatos nacionales
| Año                                | Jugador       | Goles |
| ---------------------------------- | ------------- | ----- |
| Primera División de Venezuela 1978 | Jorge Andrade | 23    |

### Grandes Jugadores que pasaron por la institución
```
 
René Torres

 
Rafael Dudamel

 
Luis Vera

 
Gabriel Urdaneta

 
Jorge Rojas

 
Juan Garcia

 
Richard Páez

 
Niver Arboleda

 
Giovanni Pérez

 
Edson Tortolero

 
Elvis Martínez

 
Emilio Campos

 
Carlos García

 
Ricardo David Páez

 
Rodolfo Carvajal

 
Mauro Cichero

 
Marlon Bastardo

 
Juan Carlos Babio

 
José Luis Dolgetta

 
César Renato Baena

 
Asdrúbal Sánchez

 
Chuy Vera

 
Itamar de Azevedo

 
Pedro Castilla

 
Roberto Ellie

 
Nicolás Márquez

 
Ángel Urdaneta

 
Javier Guillén

 
Jesús Quintero

 
César Magallán

 
Jean-Roland Dartiguenave

 
Amleto Bonaccorso
```

## Palmarés

### Era Profesional
Nota: Indicador del récord del torneo 
Torneos nacionales (6)
| Competición nacional                | Títulos        | Subcampeonatos |
| ----------------------------------- | -------------- | -------------- |
| Primera División de Venezuela (2)   | 1983, 1990/91  |                |
| Copa Venezuela (1)                  | 1995           |                |
| Segunda División de Venezuela (2)   | 1986, 1994/95. |                |
| Segunda División B de Venezuela (1) | 2012           |                |